# Pragmatyzm
Pragmatyzm – nurt filozoficzny ukształtowany na przełomie XIX i XX w. w Stanach Zjednoczonych.
Jego zasadniczymi elementami są: antyrealizm i antyfundacjonalizm, pragmatyczna teoria prawdy, podkreślanie roli praktyki i doświadczenia. Pragmatyzm kształtował się w opozycji zarówno do nurtów idealistycznych końca XIX w., jak i klasycznego empiryzmu, a później neopozytywizmu. 
Potocznie pragmatyzmem nazywana jest także postawa, polegająca na realistycznej ocenie rzeczywistości, liczeniu się z konkretnymi możliwościami i podejmowaniu działań, które gwarantują skuteczność.

## Geneza
Pragmatyzm powstał jako reakcja przeciw idealizmowi racjonalistycznemu i metafizycznemu, usiłował przeciwstawić mu bardziej trzeźwy i praktyczny sposób myślenia.
Pragmatyzm wziął swój początek z empiryzmu angielskiego i XIX-wiecznej psychologii.
Głównymi przedstawicielami byli Charles Sanders Peirce, który stworzył nazwę „pragmatyzm” i opracował istotne idee systemu oraz William James – który nadał mu kształt i spopularyzował. Popularność pragmatyzmu w wersji Jamesa spowodowała, że był on określany przez pewien czas jako amerykańska „filozofia narodowa”. Potem głównym kapłanem pragmatyzmu w USA stał się John Dewey.
Główne dzieła zawierające idee pragmatyzmu to artykuł Peirce’a z 1878 Jak wyobrażenia nasze uczynić jasnymi, syntezy Jamesa: Zasady psychologii (1890), Doświadczenia religijne (1902), Pragmatyzm (1907) i Pluralistyczny świat (1909) oraz Peirce'owskie niewydane za życia 12-tomowe Zasady filozofii. W przeciwieństwie do publicystycznego pióra Jamesa, Peirce pisał niejasno i jego pisma były znane tylko wtajemniczonym. Jest uważany za jednego ze współtwórców współczesnej logiki.

## Metoda i teoria prawdy
Pragmatyczna teoria prawdy zakłada, że użyteczność stanowi kryterium prawdziwości sądów i pojęć. Na przykład sądy naukowe są prawdziwe, ponieważ przyjmując je za prawdziwe możemy bardziej skutecznie postępować. Podobne kryterium można zastosować wobec pojęć religijnych, czy też zdań potocznych. W ten sposób pojęcia umysłu ludzkiego zostały zestawione z instynktami, które również są podporządkowane skutecznemu postępowaniu.
Poznanie temu służy i nie ma innego kryterium: działanie jest zasadniczą potrzebą człowieka, a poznanie – czy to naukowe, czy też potoczne – pełni wobec działania pomocnicze funkcje. Taka teoria prawdy przeciwstawiała się klasycznej teorii (którą James nazwał „teorią widza”), zgodnie z którą prawda jest odpowiedniością pojęć wobec rzeczywistości. Jego zdaniem pojęcia nie mogą odpowiadać rzeczywistości – są tylko narzędziami działania.

## Doświadczenie i wiara
James przeciwstawiając się dzieleniu przez ówczesną asocjacjonistyczną psychologię doświadczenia na elementy: wrażenia, wyobrażenia, myśli etc. Jego zdaniem świadomość ma charakter ciągły (strumień świadomości), w którym wszystkie składniki nie mają ani podmiotowego, ani przedmiotowego charakteru, ale względny charakter. Stany mistyczne nie są lepszym ani gorszym rodzajem doświadczenia od rozumowania logicznego, a miarą ich prawdziwości jest tylko użyteczność.
Wiara jest nieuniknionym doświadczeniem, gdyż także niewiara jest wiarą (w to, że dana rzecz nie istnieje), zaś uchylić się od wiary i niewiary nie sposób gdy trzeba postępować jak gdyby ta rzecz istniała lub nie istniała. Dotyczy to szczególnie wiary religijnej.

## Pluralizm
Swoją metafizykę pragmatyści opisywali za pomocą dwóch pojęć. Synechizm oznaczał pogląd, że części rzeczywistości są wzajemnie zależne od sąsiednich części rzeczywistości. Tychizm głosił, że nie są one zależne od całości. W praktyce oznaczało to, że istnieje wolność, że powstają rzeczy nowe, których my też możemy być twórcami i że nie jesteśmy całkowicie zdeterminowani, ale współzależni od innych istot, w pobliżu których zamieszkujemy. Konsekwencją tej filozofii były demokratyczne i personalistyczne poglądy społeczne amerykańskich pragmatystów, przepełnione tolerancją i humanizmem.

## Pokrewne kierunki i oddziaływanie
Filozofia pragmatyzmu była rozwijana pod nazwą instrumentalizmu przez Johna Deweya, który odrzucił jako bezużyteczne metafizykę i religię, natomiast uzupełnił epistemologię o wątek społeczny: idee są prawdziwe, jeżeli wyrosły na gruncie społecznym. Dewey był znanym reformatorem amerykańskiej pedagogiki i wpływowym myślicielem liberalnym.
Polityczny wymiar uzyskała także szkoła pragmatystów włoskich, których najwybitniejszym przedstawicielem był Giovanni Papini. Ich filozofia stała się zapleczem futuryzmu – kierunku w sztuce głoszącego nihilizm wobec istniejących wartości i wyzwolenie z jarzma istniejących uwarunkowań społecznych. Poprzez futuryzm pragmatyści oddziaływali na ideologię faszyzmu oraz współtworzyli klimat umysłowy początku XX wieku – irracjonalistyczny i woluntarystyczny.
Pragmatystyczne inspiracje wyraźne są w antropologii Georga Herberta Meada, w protestanckiej teologii Reinholda Niebuhra oraz u współczesnych filozofów: Willarda Quine’a, Hilarego Putnama i Richarda Rorty’ego. Natomiast sam William James wywarł olbrzymi wpływ na rozwój współczesnej psychologii: zarówno na behawioryzm i gestaltyzm, jak i psychologię poznawczą).